# Kabirijine noči
Kabirijine noči (tudi Cabirijine noči, italijansko Le notti di Cabiria) je italijanski dramski film iz leta 1957, ki ga je režiral Federico Fellini, v glavnih vlogah pa nastopajo Giulietta Masina, François Périer in Amedeo Nazzari. Temelji na Fellinijevi zgodbi, pri pisanju scenarija so ob njem sodelovali še Ennio Flaiano, Tullio Pinelli in Pier Paolo Pasolini. Zgodba govori o rimski prostitutki (Masina), ki zaman išče pravo ljubezen. Naslov filma se nanaša na italijanski nemi film Kabirija iz leta 1914.
Film je bil premierno prikazan 10. maja 1957 na Filmskem festivalu v Cannesu, kjer je Masina prejela nagrado za najboljšo igralko. 27. maja je bil premierno prikazan v italijanskih kinematografih, 16. oktobra pa v francoskih. Naletel je na dobre ocene kritikov in Fellini je že drugo leto zapored osvojil oskarja za najboljši tujejezični film, po filmu Cesta leto prej.

## Vloge
- Giulietta Masina kot Cabiria Ceccarelli
- François Périer kot Oscar D'Onofrio
- Amedeo Nazzari kot Alberto Lazzari
- Franca Marzi kot Wanda
- Dorian Gray kot Jessy
- Franco Fabrizi kot Giorgio
- Aldo Silvani kot čarodej
- Ennio Girolami kot Amleto